# ثاندربولتس*
ثاندربولتس* أو الصواعق* (بالإنجليزية: *Thunderbolts) هو فيلم أمريكي من نوع الأبطال الخارقين، يستند إلى فريق القصص المصورة الذي يحمل الاسم نفسه الصادر عن مارفل كوميكس. تولّت استوديوهات مارفل إنتاج الفيلم، بينما قامت شركة والت ديزني ستوديوز موشن بيكشرز بتوزيعه. يمثّل الفيلم الإصدار السادس والثلاثين ضمن عالم مارفل السينمائي (MCU). أخرج العمل جايك شراير، وشارك في كتابة السيناريو كل من جوانا كالو، إريك بيرسون، ولي سونغ جين. شارك في البطولة عدد من النجوم، من أبرزهم: فلورنس بيو، سيباستيان ستان، ديفيد هاربر، وايت راسل، أولغا كوريلينكو، لويس بولمان، جيرالدين فيسواناثان، هانا جون كامين، وجوليا لوي دريفوس. تتناول أحداث الفيلم قصة مجموعة من الأبطال المضادين الذين يجدون أنفسهم عالقين داخل فخ مميت، ما يدفعهم إلى التعاون في مهمة محفوفة بالمخاطر.
أعلنت أستوديوهات مارفل عن مشروع ثاندربولتس رسميًا عام 2021 ضمن خططها التوسعية لعالم مارفل السينمائي. انطلق التطوير الفعلي في يونيو 2022 بتعيين جايك شراير مخرجًا وإريك بيرسون كاتبًا أوليًا للسيناريو. كشفت الاستوديوهات عن الطاقم الأساسي للفيلم في سبتمبر من العام نفسه، ثم انضم عدد من الممثلين الإضافيين خلال أوائل عام 2023. تولّى لي سونغ جين مهمة إعادة كتابة السيناريو في مارس 2023، بعدما حقق تعاونًا ناجحًا سابقًا مع شراير في مسلسل غضب على الطريق من إنتاج نتفليكس. واجهت عملية الإنتاج عقبات كبيرة بسبب الإضرابات التي شهدها قطاعا الكتّاب والممثلين في هوليوود عام 2023، مما استدعى إجراء تعديلات على فريق التمثيل في بداية عام 2024. انضمت الكاتبة جوانا كالو لاحقًا للمساهمة في مراجعة النص النهائي. امتدت فترة التصوير من فبراير إلى يونيو 2024 داخل استوديوهات "تريليث" و"ميترو" في أتلانتا، إضافة إلى مواقع تصوير خارجية في ولايتي يوتا وكوالالمبور.
شهد الفيلم عرضه الأول بتاريخ 22 أبريل 2025 في ساحة "إمباير ليستر سكوير" بمدينة لندن، تلاه إطلاقه الرسمي في دور العرض الأمريكية في 2 مايو 2025، ليكون بذلك العمل الختامي للمرحلة الخامسة من عالم مارفل السينمائي. حملت المشاهد الختامية واعتمادات ما بعد العرض مفاجأة كبرى، إذ جرى الإعلان عن إعادة تسمية الفريق رسميًا باسم "المنتقمون الجدد"، وهي دلالة أشارت إليها العلامة النجمية المصاحبة لعنوان الفيلم. أعادت استوديوهات مارفل تسويق الفيلم تحت الاسم الجديد "المنتقمون الجدد" في جميع المواد الترويجية الرسمية بعد انتهاء عطلة نهاية الأسبوع الافتتاحية. بالرغم من المراجعات الإيجابية، الفيلم كان فشلًا في شباك التذاكر محققا 382 مليون دولار عالميا مقابل ميزانية قدرها 180 مليون دولار.

## القصة
في أعقاب فضائح سياسية وأمنية تهدد استقرار وكالة الاستخبارات المركزية، تُكلف يلينا بيلوفا بمهمة حساسة في ماليزيا لتدمير مختبر سري تابع لمجموعة "أوكس"، بأمر من مديرة الوكالة فالنتينا أليجرا دي فونتين. الهدف من المهمة هو محو أي دليل على ارتباط دي فونتين بتجارب مشروع "سينتري" — برنامج تجريبي لصناعة بشر خارقين. وبينما تقترب دي فونتين من مواجهة إجراءات عزل من منصبها، تقرر استباق الكارثة عبر إرسال مجموعة من العملاء السابقين إلى منشأة سرية تابعة لـ "أوكس". تحت ذريعة تنفيذ عملية رسمية، في حين تخطط سرًا للتخلص منهم هناك.
يضم الفريق المُرسل: يلينا بيلوفا، جون ووكر (العميل الأمريكي)، آفا ستار (الشبح)، وتاسكماستر. فور وصولهم إلى المنشأة، يدرك الفريق أن المهمة كانت فخًا، ويجدون أنفسهم متورطين في مواجهة مميتة. خلال الاشتباك، تقتل آفا تاسكماستر في لحظة تصعيد حرجة، لكن المفاجأة الأكبر تأتي حين يُطلِقون عن غير قصد سراح رجل غامض يُدعى "بوب"، كان محتجزًا في كبسولة. سُرعان ما يتبيّن أن بوب كان أحد أوائل الخاضعين لتجارب سينتري، وقد فُقد أثره لسنوات، وظن الجميع أنه مات أثناء تلك التجارب.
وبينما تندفع دي فونتين وقواتها نحو المنشأة لمحو أي أثر إضافي بعد علمها بنجاة عملائها، يُنفذ بوب مناورة جريئة يُعرّض فيها نفسه لنيران العدو، ما يسمح لبقية الفريق بالهرب. على الرغم من إطلاق النار عليه، لا يُصاب بأذى. لاحقًا، يفقد بوب السيطرة على قواه ويطير في الهواء دون إرادة، ثم يسقط مغمى عليه داخل المجمع، حيث يُؤسر وينقل إلى برج المنتقمين السابق في مدينة نيويورك — الذي أصبح الآن يُعرف بـ"برج المراقبة". هناك، تضع دي فونتين خطة دعائية: تنوي تقديم بوب كـ"بطل خارق جديد" أمام الرأي العام، في محاولة لإعادة بناء صورتها السياسية وتجنّب المحاكمة.
في هذه الأثناء، يتدخل أليكسي شوستاكوف (الحارس الأحمر)، الذي سمع مؤامرات دي فونتين بالصدفة أثناء عمله سائقًا مستقلًا. يتمكن من إنقاذ يلينا، ووكر، وآفا. وبتأثره العاطفي بفريق كرة القدم الذي كانت يلينا تلعب فيه في طفولتها، يُطلق على الفريق اسم "الصواعق". ورغم الانقسام الأولي، يوحدهم التهديد المشترك، ويشرعون في التحرك ضد دي فونتين.
تبدأ القوات التابعة للوكالة بمطاردة الصواعق، لكنهم يُفاجَأون بتدخل باكي بارنز (الجندي الشتوي)، الذي يُلقي القبض عليهم قبل أن يكتشف الحقيقة: بوب لم يكن تهديدًا فحسب، بل كان ضحية لتجارب سرّية خطيرة أشرفت عليها دي فونتين. بعد معرفته هذه التفاصيل، يقرر باكي الانضمام إلى الفريق في مهمته التالية — التسلل إلى برج المراقبة في نيويورك.
أثناء المهمة، يكتشف الفريق أن دي فونتين قد أقنعت بوب، تحت ضغط نفسي وإعلامي، بتقمّص شخصية "سينتري" — بطل خارق جديد بديل عن المنتقمين، مخطط لتسويقه عالميًا. لكن قوى بوب الخارقة وخضوعه غير المستقر جعلاه يفقد السيطرة بسرعة. يهزم سينتري الفريق بسهولة، وتُظهر عليه ملامح جنون العظمة والغرور، إذ يُصدّق أنه كائن إلهي وينقلب على فالنتينا. في لحظة حرجة، تنقلب الأمور عليه حين تُفعّل مساعدتها "ميل" مفتاح إيقاف تشغيل طارئ، ما يؤدي إلى إطلاق الأنا البديلة لسينتري: "الفراغ" — تجسيد ظلامي مرعب لاكتئابه، وشكوكه، وصراعه الداخلي.
يبدأ "الفراغ" بنشر ظلام خارق للطبيعة يغمر مدينة نيويورك بأكملها، ويحتجز سكانها داخل أبعاد جيبية مُشوّهة تنعكس فيها أسوأ ذكرياتهم ومخاوفهم. لمواجهة هذا التهديد، تُقرر يلينا خوض مغامرة محفوفة بالمخاطر: التوغّل داخل هذا الظلام للوصول إلى بوب في عمق وعيه العقلي والنفسي. هناك، تُواجه أشباح ماضيها المؤلم كأرملة سوداء، قبل أن تجد بوب مختبئًا في تمثيل ذهني لغرفة طفولته — مكان امتلأ بالخوف وسوء المعاملة من والده.
يلتحق باقي الفريق بها لاحقًا داخل هذا البُعد النفسي، حيث يعيدون بوب إلى ذاكرته الأولى في ماليزيا، حيث تطوّع للمشاركة في تجربة سينتري كمحاولة أخيرة للهروب من الإدمان والتشرد. في معركتهم النهائية ضد الفراغ، يُهزَم الفريق مرة أخرى. وبينما تزداد قوة الفراغ ويكاد يقترب من ابتلاع بوب تمامًا، يتدخل الفريق معنويًا، مؤكدين إيمانهم به، وبأنه ليس وحشًا ولا تجربة فاشلة. دعمهم العاطفي المتماسك يعيد إليه السيطرة على نفسه، ويُمكّنه من التغلب على الفراغ، لتعود الحياة إلى طبيعتها في نيويورك.
بعد القضاء على التهديد، يستعد فريق الصواعق للقبض على دي فونتين وتقديمها للعدالة. لكنها، كالعادة، تسبقهم إلى الرأي العام، وتعقد مؤتمرًا صحفيًا تُعلن فيه إعادة تسمية الفريق بـ"المنتقمين الجدد"، محاولة بذلك السيطرة على السرد الإعلامي. يقبل الفريق التسمية الجديدة على مضض، لكن يلينا تُوجه تحذيرًا صريحًا إلى دي فونتين: "خيانة واحدة أخرى، وسنكون خصومًا".
في مشهد مابعد الاعتمادات، يناقش المنتقمون الجدد وبوب نية كابتن أمريكا "سام ويلسون" مقاضاة الفريق بسبب انتهاك حقوق اسم "المنتقمون" وأيضًا ظهور تهديد غامض قادم من الفضاء الخارجي في غرفة عمليات ببرج المراقبة، بعدها تلتقط أجهزة الرصد إشارة استغاثة قادمة من مركبة فضائية لا تنتمي إلى هذا العالم — تحمل على هيكلها الخارجي شعارًا واضحًا وكبيرًا: الرقم "4".

## طاقم الممثلين
- فلورنس بيو بدور يلينا بيلوفا: عضوة في فريق "المنتقمون الجدد"، تدربت في "الغرفة الحمراء" كقاتلة ضمن برنامج "الأرملة السوداء". أشارت بيو إلى أن الشخصية تتأثر عاطفيًا بالأحداث الصادمة التي مرت بها في أعمال سابقة ضمن عالم مارفل السينمائي، بما في ذلك وفاة أختها بالتبني ناتاشا رومانوف / الأرملة السوداء في فيلم المنتقمون: نهاية اللعبة (2019). صُدمت بيو عندما كُشف عن أن فريق "ثاندربولتس" سيُعرف باسم "المنتقمون الجدد"، واعتقدت أن كون بيلوفا جزءًا من هذا الفريق "ربما سيبقيها على قيد الحياة"، مما يمنحها هدفًا مع عائلية تعتمد عليها و"تسمح لها بالشعور بالحب مرة أخرى". أعادت فيوليت ماكجرو تمثيل دورها كـ يلينا الشابة من فيلم الأرملة السوداء (2021).
- سيباستيان ستان بدور باكي بارنز: جندي خارق مُحسَّن يتميز بذراع آلية، ويُعد القائد الفعلي لفريق "المنتقمون الجدد". بعد أن اعتُقد بموته خلال الحرب العالمية الثانية، عاد في العصر الحديث كقاتل مبرمج قبل أن يُحرر من غسيل الدماغ، ليُنتخب لاحقًا عضوًا في "مجلس النواب الأمريكي".
- ديفيد هاربر بدور أليكسي شوستاكوف / الحارس الأحمر: عضو في فريق "المنتقمون الجدد"،وهو نظير سوفييتي لكابتن أمريكا يتمتع بقدرات الجندي الخارق. يُجسد أيضًا دور الأب الرمزي لبيلوفا. أوضح هاربر أن الفيلم يتعمق في العلاقة المعقدة بين شوستاكوف وبيلوفا، التي ظهرت في فيلم الأرملة السوداء (2021)، مشيرًا إلى أن بيلوفا لا تطيق شوستاكوف، لكنها ترى فيه دعمًا عاطفيًا تحتاجه.
- وايت راسل بدور جون ووكر / العميل الأمريكي: جندي خارق مُحسَّن وعضو في فريق "المنتقمون الجدد". كان نقيبًا في "قوات رينجرز الأمريكية"، ثم اُختير ليخلف ستيف روجرز في دور "كابتن أمريكا" من قبل الحكومة الأمريكية، قبل أن يُسرّح بشرف في مسلسل الفالكون وجندي الشتاء (2021).
- أولغا كوريلينكو بدور أنطونيا دريكوف / تاسك ماستر: قاتلة تمتلك قدرات تُعرف بـ"ردود الفعل التصويرية"، ما يسمح لها بمحاكاة أساليب قتال خصومها بدقة. كانت خاضعة لسيطرة والدها، الجنرال دريكوف، ضمن برنامج "الغرفة الحمراء"، قبل أن تُحررها ناتاشا رومانوف في فيلم الأرملة السوداء.
- لويس بولمان بدور بوب/سينتري/الفراغ: بطل خارق غامض يعاني من فقدان الذاكرة، ويُعتقد أنه أقوى من جميع أعضاء المنتقمين مجتمعين. في هيئة "الفراغ"، النسخة المظلمة من سينتري، يصبح مخلوقًا لا يُقهر ينشر الظلام، ويملك القدرة على تحويل الناس إلى ظلال.
- جيرالدين فيسواناثان بدور ميل: مساعدة فالنتينا أليجرا دي فونتين.
- هانا جون كامين بدور آفا ستار/غوست: عضوة في فريق "المنتقمون الجدد" تملك قدرة على اختراق الأجسام. أوضحت جون كامين أن الفيلم يُظهر جانبًا مختلفًا من الشخصية مقارنةً بظهورها الأول في فيلم الرجل النملة والدبورة (2018)، إذ لم تعد تعاني من حالة "اختلال التوازن الجزيئي"، وأصبحت تتحكم في قواها بهدوء واتزان.
- جوليا لوي دريفوس بدور فالنتينا أليجرا دي فونتين: كونتيسة ومديرة وكالة الاستخبارات المركزية (CIA)، وهي المسؤولة عن تجنيد وتنسيق فريق "المنتقمون الجدد". يكشف الفيلم أنها الجهة التي اشترت "برج المنتقمون"، المعروف الآن باسم "برج المراقبة"، من توني ستارك في فيلم سبايدرمان: العودة للوطن (2017). وصفتها دريفوس بأنها شخصية تسعى إلى السيطرة والنفوذ، وتهدف إلى أن تكون "الأفضل" في عالم مارفل.
- كريس باور بدور هولت: ضابط أمن في مجموعة "أوكس".
- ويندل بيرس بدور غاري: عضو في الكونغرس.

بالإضافة إلى ذلك، أعادت غابريل بايندلوس تمثيل دور زوجة ووكر "أوليفيا" من مسلسل الفالكون وجندي الشتاء.

## الإنتاج

### التطوير
أثناء عملية إنتاج فيلم حرّاس المجرة (2014) ضمن عالم مارفل السينمائي، عبّر المخرج جيمس غان عن اهتمامه بإخراج فيلم مستوحى عن فريق "الصواعق" من القصص المصورة التابعة لمارفل، وهو فريق يتكون من "أبطال مضادين ومجرمين خارقين". وقد صرّح رئيس استوديوهات مارفل، كيفن فيج، أن ذلك المشروع يُعدّ احتمالًا واردًا، وذلك بناءً على النجاح الذي حققه فيلم حرّاس المجرة. غير أن غان تراجع عن الفكرة بحلول مايو 2021، بعدما أخرج فيلم الفرقة الانتحارية (2021) ضمن عالم دي سي السينمائي، لكون فريق دي سي هذا قائمًا على مفهوم مشابه لفريق الصواعق. من جهتها، أبدت هانا جون-كامين في يونيو 2018 حماسها للعودة لتجسيد شخصية آفا ستار / الشبح التي قدمتها في فيلم الرجل النملة والدبورة (2018)، معتبرة أن النسخة المصورة للشخصية كانت عضوًا في الفريق، ما يعزز فرصة ظهورها مجددًا. ومع حلول منتصف 2019، بدأت التكهنات بشأن إمكانية تقديم فريق الصواعق إلى الشاشة، خاصة بعد الإعلان عن عودة دانيال برول بدور هيلموت زيمو في مسلسل ديزني+ "الفالكون وجندي الشتاء" (2021)، بعد أن ظهر سابقًا في فيلم كابتن أمريكا: الحرب الأهلية (2016). شهد المسلسل تقديم شخصية فالنتينا أليغرا دي فونتين، التي جسدتها جوليا لويس-درايفوس، والتي ظهرت وهي تُجند شخصية جون ووكر / العميل الأمريكي (وايت راسل)، وتعاونها لاحقًا مع يلينا بيلوفا (فلورنس بيو) في مشهد ما بعد النهاية لفيلم الأرملة السوداء (2021). وقد تكهّن عدد من المعلقين بأن دي فونتين تجمع فريقًا من الأشرار أو الأبطال المضادين يشبه الصواعق، واعتقد البعض أن الفريق سيظهر في مسلسل "الفالكون وجندي الشتاء". لكن المنتج التنفيذي "نايت مور" صرّح بأن الصواعق لم يكونوا ضمن خطة العمل للمسلسل، لأنهم كانوا سيشوّشون القصة ويؤثرون على عناصر أخرى، فيما قال الكاتب الرئيسي مالكولم سبيلمان إن الكثير من الحديث دار حول فكرة إدخال الفريق لعالم مارفل السينمائي، مضيفًا: "لا أعلم إن كان المعجبون مجانين أم لا".
بعد عمله على الأرملة السوداء، طرح الكاتب إريك بيرسون فكرة فيلم "الصواعق" على استوديوهات مارفل، لاعتقاده أن فلورنس بيو تمتلك القدرة على قيادة الفيلم بشخصيتها يلينا، التي وصفها بـ"القائدة الطبيعية". وقد جذبه الجانب القصصي الذي يتمثل في صدام محتمل بين يلينا ودي فونتين، ما دفعه إلى إدراج شخصية والدها أليكسي شوستاكوف / الحارس الأحمر ضمن الفريق، إلى جانب شخصية الشبح، لأنه كان مهتمًا بكتابة شخصيتها. أُضيف باكي بارنز لاحقًا بعد عدة نسخ من السيناريو. التشكيلة النهائية للفريق شملت: يلينا، شوستاكوف، الشبح، بارنز، جون ووكر، أنتونيا دريكوف / تاسك ماستر، ولاحقًا بوب رينولدز / سينتري، وظلت هذه التشكيلة ثابتة في جميع النسخ اللاحقة من السيناريو. وأوضح صُنّاع الفيلم أنهم لم يبحثوا عن "أشرار يمكن إصلاحهم" فحسب، بل عن شخصيات تتحرك في منطقة رمادية أخلاقيًا، أو كانت مرشحة لمصير مختلف لكن طرأ خطب ما غيّر مجراها. شبّه بيرسون يلينا بشخصية مايكل كورليوني، وبارنز بتوم هيغن من رواية العراب (1969). في نسخ أولية من السيناريو، ضم بيرسون بيل فوستر / جوليات (جسده لورنس فيشبورن)، ليواصل علاقته السابقة بالشبح، وكان سيشارك في الفريق بنهاية الفيلم، إلا أن الشخصية أُزيلت لاحقًا لأنها لم تشترك في الخلفية النفسية المأساوية التي كانت محورًا مشتركًا لأعضاء الفريق.

في معرض D23 الذي أقيم في سبتمبر 2022، كُشف عن تصوّر فني رسمي للفيلم أظهر طاقم التمثيل الأساسي بكامل زيّهم: جوليا لويس-درايفوس بدور فالنتينا أليغرا دي فونتين، هانا جون-كامن بدور الشبح، ديفيد هاربور بدور الحارس الأحمر، فلورنس بيو بدور يلينا بيلوفا، سيباستيان ستان بدور بوكي بارنز، وايت راسل بدور العميل الأمريكي، وأولغا كوريلينكو بدور تاسك ماستر.

في يونيو 2022، عُقد مع المخرج جايك شراير لإخراج الفيلم، استنادًا إلى سيناريو من تأليف إريك بيرسون، على أن يُنتجه كيفن فيج. وقد جرى تعيين شراير بعدما قدم عرضًا أذهل مسؤولي مارفل. خلال هذه المرحلة، تواصلت الاستوديوهات مع الممثلين لمناقشة إمكانية عودتهم لأداء أدوارهم. أثناء تحضيره للمشروع، اقترح شراير ضم شخصية مان-ثينغ (الرجل المستنقع) إلى الفريق، واصفًا إياه بيرسون بـ"المخلوق غير المتوقع"، لكن صُنّاع الفيلم وجدوا أن وجوده غير مبرر سرديًا، كما أنه كان سيخطف الانتباه من شخصية بوب رينولدز. أحد المفاهيم الأساسية التي بقيت ثابتة منذ المسودات الأولى هو إرسال أعضاء الفريق لقتل بعضهم البعض، وهي فكرة رآها شراير "تحوّلًا مثيرًا" لجمهور يتوقع تكرار نمط فرقة الانتحار. من جهته، شدد بيرسون على ضرورة أن لا يكرر الفيلم نفس الحبكات التي شاهدها الجمهور في الفرقة الانتحارية (2016) والفرقة الانتحارية (2021)، حيث يجبر قائد سُلطوي مجموعة من المجرمين على العمل معًا. وبسبب هذا التوجه، لم يكن منطقيًا إشراك زيمو أو ثاديوس روس، اللذين شكلا الفريق في القصص المصورة، على الرغم من أن شراير كان يأمل في دمج زيمو. أوضح بيرسون أن وجود الشخصيتين نُوقش فقط إذا خدم ذلك السرد القصصي، وليس بهدف إرضاء الجماهير. وفي إحدى النسخ المبكرة من مشاهد ما بعد النهاية، ظهرت فكرة تُظهر زيمو في السجن وهو "يسحب الخيوط من وراء الكواليس" على غرار شخصية كايزر سوزيه من فيلم المشتبه بهم المعتادون (1995)، لكن تم التخلّي عن الفكرة سريعًا. أُعلن عن الفيلم رسميًا في يوليو خلال فعالية كوميك-كون في سان دييغو، وحُدّد تاريخ عرضه في 26 يوليو 2024، كما قُرر أن يكون هذا الفيلم ختام المرحلة الخامسة من عالم مارفل السينمائي.

### ما قبل الإنتاج
في أوائل سبتمبر 2022، وصف جاستن كرول من موقع دادلاين هوليوود الفيلم بأنه فيلم فرعي يتمحور حول شخصية بيلوفا، حيث كان من المتوقع أن تقود فريق الأبطال الخارقين. في تلك الفترة، ساد الاعتقاد بأن فلورنس بيو، وايت راسل، ودانيال برول سيعيدون تجسيد أدوارهم السابقة. خلال معرض D23 في الشهر ذاته، تم تأكيد مشاركة بيو، راسل، هانا جون كامين، وجوليا لويس دريفوس، بالإضافة إلى سيباستيان ستان بدور باكي بارنز، وديفيد هاربور بدور أليكسي شوستاكوف (الحارس الأحمر)، وأولغا كوريلينكو بدور أنطونيا دريكوف (تاسكماستر). جميع هؤلاء الممثلين أعادوا تمثيل أدوارهم من مشاريع سابقة ضمن عالم مارفل السينمائي.
تحدث المخرج جيك شراير عن آلية اختيار الشخصيات، مشيرًا إلى أن الفريق يتكون من شخصيات تتسم بمستويات أخلاقية رمادية أو ممن انحرفوا عن مسارهم الأصلي، وهو ما تطلب دراسة معمقة لقاعدة بيانات شخصيات عالم مارفل. قارن شراير ديناميكيات شخصيات الفيلم بتلك الموجودة في أفلام مثل "كلاب المستودع" (1992)، "رونين" (1998)، و"مهمة مستحيلة: بروتوكول الأشباح" (2011)، كما أشار إلى مصدر إلهام إضافي من فيلم "حكاية لعبة 3" (2010)، حيث يواجه فريق "الصواعق" خطر الزوال كما فعل أبطال "حكاية لعبة". وصف ديفيد هاربور طاقم الشخصيات بأنهم "مجموعة من المنبوذين والفاشلين"، فيما أكدت فلورنس بيو أن متعة توحيد هذه الشخصيات تنبع من "عدم توافقها مع بعضها البعض".
بحلول نهاية سبتمبر 2022، أُفيد أن استوديوهات مارفل قد وضعت هاريسون فورد كخيارها الأول لاستبدال الراحل ويليام هيرت في دور الجنرال ثاديوس "ثاندر بولت" روس. على الرغم من التخطيط للإعلان عن اختياره خلال معرض D23، طلبت كاثلين كينيدي، رئيسة لوكاس فيلم، تأجيل الإعلان كي لا يؤثر على ترويج فيلم "إنديانا جونز وقرص القدر" (2023). وفي أكتوبر، أُفيد أن فورد قبل الدور وسيمثل لأول مرة في فيلم "كابتن أمريكا: عالم جديد شجاع" (2025)، مع تقارير متضاربة حول مشاركته في فيلم "الصواعق". أكدت تعليقات لاحقة لرئيس مارفل كيفن فيج أن ظهور فورد سيقتصر على فيلم "عالم جديد شجاع".
في يناير 2023، انضمت آيو إيديبيري إلى طاقم التمثيل بدور مساعدة فالنتينا ميل، وأعلنت جوليا لويس دريفوس أن التصوير سيبدأ في يونيو من ذلك العام. وفي فبراير، تم اختيار ستيفن يون لأداء دور محوري مع احتمالية ظهوره في أفلام مارفل المستقبلية. اختير يون خصيصًا بناءً على علاقة عمل سابقة مع المخرج شراير في مسلسل "غضب على الطريق". في الشهر التالي، كشف لي سونغ جين، مبتكر "غضب على الطريق"، أنه يعيد كتابة نص الفيلم بناءً على طلب شراير، مشيرًا إلى اختلاف متطلبات الكتابة بين المسلسل والفيلم نظرًا لاتساع نطاق الأخير. أفادت تقارير بأن نص إريك بيرسون الأصلي ركز بشكل كبير على الشخصيات العائدة من فيلم "الأرملة السوداء"، مما دفع استوديوهات مارفل إلى البحث عن توازن أفضل بين الشخصيات لجعل الفيلم يبدو أكثر جماعية. أوضح شراير أن "الصواعق" ليس تكملة مباشرة لـ"الأرملة السوداء"، بل يعرض مجموعة من الشخصيات المأخوذة من مختلف أجزاء عالم مارفل السينمائي، مع إبراز علاقات مثل علاقة بيلوفا وشوستاكوف.
بحلول أبريل 2023، تم تعيين غريس يون كمصممة إنتاج للفيلم بعد عملها الناجح في مسلسل "غضب على الطريق" على نتفليكس. كذلك، تولت سانيا ميلكوفيتش هايز مهمة تصميم الأزياء، بعد خبرتها السابقة في أفلام "كابتن مارفل" (2019) و"سبايدرمان: لا عودة إلى الديار" (2021). بدأ المصور السينمائي ستيف ييدلين العمل على الفيلم في أتلانتا، جورجيا، قبل أن يتم استبداله لاحقًا بأندرو دروز باليرمو، الذي عمل على مسلسل "فارس القمر" (2022).
في مايو 2023، تسبب إضراب نقابة الكتاب الأمريكية في تعطيل التصوير وتأجيله إلى موعد لاحق. في يونيو من نفس العام، أعلنت لجنة أفلام يوتا أن الفيلم سيُصوّر في مقاطعتي إيمري وغراند، حيث سيساهم الإنتاج بأكثر من 4.5 مليون دولار في الاقتصاد المحلي. وصف المنتج التنفيذي برايان تشابيك المشروع بأنه "فيلم عالمي" سيستفيد من التصوير في مواقع طبيعية غير متأثرة بالتمدن الحديث. مع استمرار الإضرابات، تم تأجيل موعد إصدار الفيلم إلى 25 يوليو 2025. بعد انتهاء إضراب نقابة ممثلي الشاشة في نوفمبر 2023، أعلن روبرت كيركمان أن ستيفن يون كان قد تم اختياره لأداء دور "سينتري"، لكن يون انسحب لاحقًا من المشروع بسبب تضارب المواعيد الناجم عن تأخير الإنتاج. عقب انسحابه، أُفيد أن لويس بولمان هو المرشح الأوفر حظًا لخلافته في الدور. ترافقت هذه التغييرات مع تقارير عن عودة كل من لورانس فيشبورن بدور بيل فوستر وراشيل وايز بدور ميلينا فوستوكوف، فيما اختيرت جيرالدين فيسواناثان لتجسيد دور ميل، المساعدة الجديدة لدي فونتين، بدلاً من آيو إيديبيري التي انسحبت بسبب تأجيلات المشروع.
في فبراير 2024، تم تقديم تاريخ الإصدار إلى 2 مايو 2025، مع تبادل مواعيد العرض مع فيلم "الأربعة المذهلون: الخطوات الأولى". كانت جوانا كالو تواصل إعادة كتابة نص الفيلم في تلك الفترة، مع تركيز المسودات السابقة على مهمة قد تنتهي بموت أعضاء الفريق. رغم تأكيد أن الفيلم يتناول مهمة محفوفة بالمخاطر لفريق الصواعق، أشار المخرج جيك شراير إلى أن المشروع قد يحتوي على "أحجار أو مؤشرات صغيرة" تمهد أو تؤثر على أحداث فيلم "المنتقمون: يوم القيامة" (2026). إلا أن شراير لم يكن مطلعًا بشكل مباشر على تفاصيل حبكة ذلك الفيلم بسبب عدم مشاركته في تطويره.
اقترح شراير خلال اجتماعه التقديمي أن يستخدم أحد ملصقات الفيلم أو مقطوراته علامة نجمة في العنوان للإشارة إلى أنهم بحاجة إلى "التوصل إلى شيء أفضل"؛ أعجب فيج ولويس دي إسبوزيتو، الرئيس المشارك لشركة مارفل ستوديوز، وفريق التسويق بهذه الفكرة وقرروا تبنيها بالكامل للعنوان والحملة التسويقية؛ مع إعادة تسمية الفيلم رسميًا إلى الصواعق* بحلول مارس 2024. سمح هذا للمبدعين بإدراك أن وجود علامة النجمة يمكن أن يؤدي إلى الكشف عن عنوان جديد للفيلم بمجرد إصداره،  وهو ما تم لاحقًا، بتغيير العنوان إلى المنتقمون الجدد بعد أن كشفت النهاية أن الصواعق هم المنتقمون الجدد. قال شراير إن النهاية كانت ستُكشف عن فريق "الصواعق" كفريق "المنتقمون الجدد"، وأن بقية الفيلم تدور حول "بناء قصة مناسبة تُلبي هذا الغرض". أوضح بيرسون أن فيج اقترح على دي فونتين تقديم فريق "الصواعق" للجمهور كفريق "المنتقمون". دارت نقاشات إضافية حول معنى هذا، مثل ما إذا كان يجب أن يكون حرف "n" في كلمة "new" كبيرًا أم صغيرًا، وما تعنيه كل خطوة. تضمن فيلم "الصواعق"* "تلميحات صغيرة" طوال أحداثه، لذا لم تكن النهاية مفاجئة تمامًا - مثل حفل "معركة نيويورك"، وتحول برج "المنتقمون" إلى برج المراقبة، وشرح ميل كيف كانت في المدرسة الثانوية عندما تشكل فريق "المنتقمون". بالإضافة إلى ذلك، تُقرّ شارة النهاية ومشاهد ما بعد شارة النهاية بأن فريق "المنتقمون الجدد" "ليس بالضرورة الخيار الأمثل أو الأكثر راحة" لهذه الشخصيات. اسم "الصواعق" الأصلي مُشتق من فريق كرة القدم للشباب الذي كانت بيلوفا فيه.

### التصوير

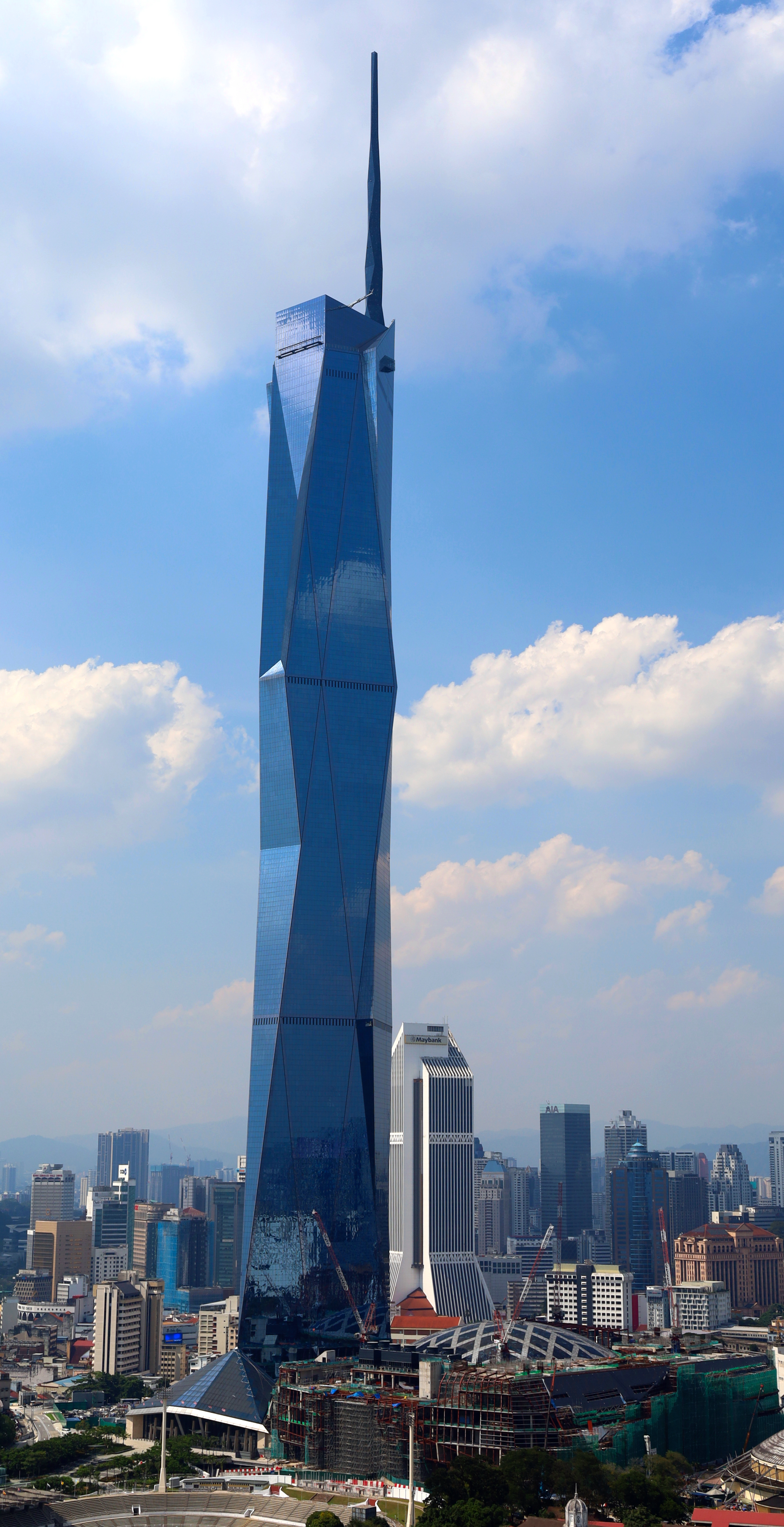
قفزت النجمة فلورنس بيو من ناطحة سحاب ميرديكا 118 في مشهد افتتاح الفيلم

كان من المقرر في الأصل أن يبدأ التصوير في منتصف يونيو 2023 ويستمر لمدة ستة أشهر. لم يكن من المتوقع أن يتأثر بالإضراب الذي نظمه كُتّاب السيناريو، إذ أشارت التقارير إلى أن استوديوهات مارفل خططت لتصوير المشاهد الممكنة خلال التصوير الرئيسي، مع إجراء التعديلات الكتابية اللازمة لاحقًا خلال عمليات إعادة التصوير المجدولة سلفًا. ومع ذلك، تأخر التصوير في نهاية المطاف بسبب إضراب الكُتّاب، تلاه إضراب نقابة ممثلي الشاشة (SAG-AFTRA).
تسبب تأخر التصوير في تداخل الجدول مع التزامات سيباستيان ستان بتصوير فيلم المتدرب (2024)، الذي تطلب منه زيادة وزنه لتجسيد شخصية دونالد ترامب. كان ستان قد بدأ بالفعل في التحول الجسدي للعودة إلى دور باكي بارنز قبل أن تتوقف العمليات بسبب الإضرابات. كذلك كان ديفيد هاربور يخطط لتصوير مشاهده للفيلم بالتزامن مع تصويره الموسم الخامس من مسلسل أشياء غريبة (2025) في أتلانتا، مما تسبب بتأخير إضافي نتيجة الإضرابات.
بدأ التصوير الرئيسي للفيلم أخيرًا في 26 فبراير 2024، داخل استوديوهات "تريليث" و"أتلانتا مترو" في أتلانتا، جورجيا، تحت عنوان العمل المؤقت "Oops All Berries"، في إشارة إلى نوع من حبوب الإفطار "كابتن كرانش" يحتوي فقط على قطع بنكهة التوت. تولى أندرو دروز باليرمو مهمة التصوير السينمائي، واستخدمت تقنيات تصوير بتقنية آيماكس. بحلول مارس 2024، أعيدت تسمية المشروع رسميًا إلى الصواعق*.
تم تصوير مشاهد إضافية بين 29 مايو و12 يونيو 2024 في مقاطعتي إيمري وغراند بولاية يوتا. أنجزت جوليا لويس دريفوس مشاهدها في أوائل يونيو، وصرّحت بأن استوديوهات مارفل تسعى "للعودة إلى جذورها" عبر التركيز على الإنسانية في الشخصيات، ومشاهد الأكشن الواقعية، وتقليل الاعتماد على المؤثرات البصرية قدر الإمكان.
شملت مواقع التصوير الأخرى ميدان بازار وناطحة سحاب مرديكا 118 في كوالالمبور، ماليزيا. أصرّت فلورنس بيو على أداء مشهد قفزة شخصيتها بيلوفا من قمة مرديكا 118 بنفسها دون الاستعانة ببدائل. ورغم تردد استوديوهات مارفل في البداية بسبب مخاوف التأمين، وافقت لاحقًا، بعد إصرار بيو والضغط الذي مارسته حتى على كيفن فيج. اختُتم التصوير في الأسبوع الذي بدأ في 19 يونيو 2024.

### ما بعد الإنتاج
في سبتمبر 2024، كُشف عن انضمام كل من كريس باور وويندل إدوارد بيرس إلى طاقم التمثيل، حيث باور يلعب دور هولت و بيرس يلعب دور عضو الكونجرس غاري. وفي أوائل ديسمبر 2024، أُجري تصوير إضافي في أتلانتا بما في ذلك تصوير لقطة غرفة رجل الدجاجة من ذكريات بوب.
يتضمن الفيلم مشهدًا بعد نهاية الفيلم، يقع بعد 14 شهرًا من نهاية الفيلم، حيث يتم إخطار المنتقمون الجدد، الذين يناقشون مشكلة في الفضاء الخارجي، بدخول مركبة فضائية بين الأبعاد إلى الأرض-616، والتي تم الكشف عن أنها تابعة للأربعة المذهلين. قال شراير إن هذا المشهد تم تصويره قبل شهر تقريبًا من إصدار الفيلم، في موقع تصوير فيلم المنتقمون: يوم القيامة (2026) حيث أعده مخرجا الفيلم الأخوين روسو وله ارتباطات مع أحداث الفيلم؛ كان شراير في موقع التصوير عندما تم تصوير مشهد ما بعد النهاية حيث ساعد في تصور المشهد مع ملاحظة أن الشخصيات قد تم تسليمها إلى "عالم جديد تمامًا ونطاق جديد" للعمل فيه، واستمتع برؤيتهم "موجهين في سياق مختلف" عما تم القيام به لهذا الفيلم.
تولى هاري يون وأنجيلا كاتانزارو مهمة تحرير الفيلم؛ وكان يون قد عمل سابقًا مع استوديوهات مارفل على فيلم شانغ-تشي وأسطورة الحلقات العشر (2021)، كما تعاون مع جيك شراير في مسلسل غضب على الطريق. أما الإشراف على المؤثرات البصرية فتولاه جيك موريسون، بمشاركة عدة شركات متخصصة، من بينها: إندستريال لايت آند ماجيك، فريمستور، ديجيتال دومين، رايزنغ صن بيكتشرز، راينولت في إف إكس، بيس إف إكس، كرافتي إيبس، ومامال ستوديوز.

## الموسيقى
بدأت فرقة "سون لوكس" تسجيل الموسيقى التصويرية لفيلم الصواعق* في الأسبوع الأول من فبراير 2025، وذلك في استوديوهات آبي رود في لندن. وكان ريان لوت، أحد أعضاء الفرقة، قد تعاون سابقًا مع المخرج جايك شراير، حيث وضع الموسيقى التصويرية لفيلمه بلدات ورقية (2015).

## التسويق
بعد بدء التصوير في مارس 2024، أصدرت فلورنس بيو واستوديوهات مارفل مقطع فيديو من موقع التصوير، استعرضت فيه زيّ "الأرملة السوداء" الجديد وشعارًا محدثًا للفيلم بالتعاون مع المخرج جيك شراير. حمل الشعار الجديد اسم "الصواعق*". أشارت كريستين لوبيز من موقع ذا راب إلى أن المشاهدين "سيبدأون بتحليل الصور القصيرة فورًا"، بينما وصفت سابينا جريفز من جيزمودو الفيديو بأنه ممتع ومثير للاهتمام، خاصةً للمشهد الذي تظهر فيه شخصية بيلوفا. سلطت جريفز الضوء على شعر بيو القصير ومزاحها مع شراير بأنه "لا ينبغي عليهما عرض أيٍ من هذا". من جانبه، وصف كريس ماكفيرسون من كولايدر زيّ بيو بأنه "عسكري وتكتيكي للغاية"، وأشار إلى كحل عينيها الأزرق المخضر. أثار استخدام النجمة في الشعار المُحدث العديد من التساؤلات، وفي الشهر التالي أكد كيفن فيج أن "الصواعق*" هو العنوان الرسمي للفيلم، موضحًا أن معنى النجمة سيتم الكشف عنه لاحقًا بعد الإصدار، مما أدى إلى زيادة التكهنات. اقترحت بعض النظريات أن الفريق قد لا يُعرف باسم "الصواعق" داخل الفيلم، بل يستخدم اسمًا بديلًا مثل "المنتقمون المظلمون" أو "المنتقمون الجدد"، فيما رجحت أخرى وجود فريق صواعق آخر ضمن عالم مارفل السينمائي.

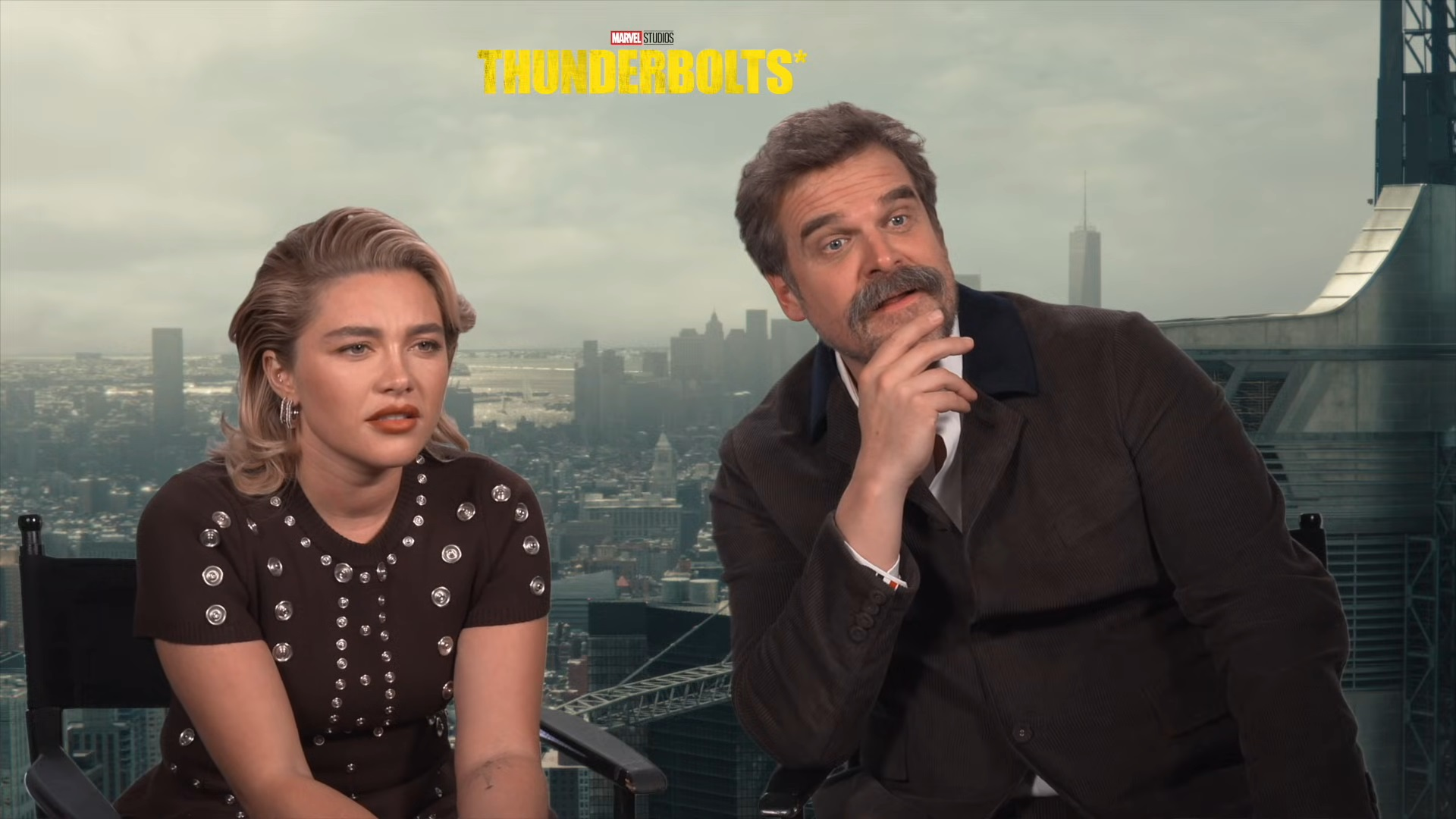
فلورنس بيو وديفيد هاربر يروجان للفيلم

عُرضت نظرة من وراء الكواليس للفيلم خلال فعالية "سين يوروبا" في يونيو 2024، بينما عُرضت اللقطات الأولى منه خلال مؤتمر سان دييغو كوميك كون (SDCC) في الشهر التالي، بحضور شراير وأعضاء فريق التمثيل. ارتدى ديفيد هاربور زي الحارس الأحمر خلال الفعالية. وبعد تسريب مقاطع فيديو من SDCC على الإنترنت، أصدرت مارفل مقطعًا رسميًا يظهر فريق "الصواعق" ضمن فيديو احتفالي بالذكرى الخامسة والثمانين لتأسيس الشركة في أغسطس. أُصدر أول مقطع دعائي للفيلم بعد ذلك بشهر، متضمنًا أغنية "? Where Is My Mind" (أين عقلي) لفرقة بيكسيز. وصف توم باور من موقع تك رادار المقطع بأنه نسخة محسنة من المقطع المُسرب سابقًا، مشيرًا إلى أن الفيلم "يبدو رائعًا" وسلط الضوء على صراع الشخصيات مع هويتها ونبرة الفيلم العامة. كذلك أشارت ماري كيت كار من مجلة ذا إيه في كلوب إلى أن المقطع رفض "بشجاعة" الكشف عن تفاصيل الحبكة، مع تعزيز الغموض حول النجمة في عنوان الفيلم.
صدر المقطع الدعائي الثاني خلال مباراة السوبر بول 59 في فبراير 2025. وأشار المعلقون إلى أن المقطع بدا وكأنه يؤكد التكهنات حول مواجهة الفريق لشخصية الفراغ، النسخة الشريرة لبوب/سينتري. تضمن المقطع مشهدًا لفريق الحارس الأحمر وهو يأمل بأن تُعرض إنجازاتهم على علب حبوب ويتيز المعروفة بشعارها "فطور الأبطال". كما أصدرت مارفل ملصقًا دعائيًا للفيلم يصوّر علبة حبوب ويتيز تحمل اسم الفريق، بالإضافة إلى ملصق دولي يتضمن الشعار المُحدث مع حاشية سفلية تقول "المنتقمون غير متاحين"، مما أثار تساؤلات عما إذا كانت إشارة حقيقية أو مزحة تسويقية. رأى جيمس ويتبروك من جيزمودو وسكوت كولورا من أي جي أن أن الحاشية تتماشى مع أسلوب الفيلم الفكاهي الذي يقدم فريقًا غير تقليدي من الأبطال.
في مارس 2025، أطلقت منصة "ليتربوكسد" مقطعًا دعائيًا خاصًا للفيلم بأسلوب يحاكي أفلام إيه 24 المستقلة، متضمنًا موسيقى تكنو وتغييرات فنية في شعار استوديوهات مارفل، مع إبراز مشاريع سابقة عمل عليها طاقم الفيلم مع إيه 24. صمّم المخرج شراير هذا المقطع بالتعاون مع مارفل. وصفت فلورنس بيو الفيلم خلال هذه الحملة بأنه "أشبه بفيلم مستقل من إنتاج إيه 24 عن قاتل، لكنه بطابع مارفل". أشارت زوشا ميلمان من موقع بوليغون إلى أن مارفل كانت تستهدف "عشاق السينما" بهذا الترويج، لكنها اعتقدت أن الفيلم سيظل "ضمن توقعات أفلام مارفل المعتادة". وقد علّقت شركة إيه 24، التي لم تكن على علم مسبق بهذا المقطع، عبر مواقع التواصل بميم ساخر من مسلسلها الدرامي "نشوة".
لاحقًا في مارس 2025، أعلنت مارفل أن العديد من الشخصيات التي شاركت في "الصواعق*" ستعود في فيلم "المنتقمون: يوم القيامة" (2026)، ومن بينهم سيباستيان ستان، ووايت راسل، وأولغا كوريلينكو، ولويس بولمان، وديفيد هاربور، وهانا جون كامين. أثار هذا الإعلان جدلًا بين المتابعين، إذ اعتبره البعض مفسدًا للأحداث عبر كشف الناجين من الفيلم. انتقد مايكل والش من نرديست الإعلان، مشيرًا إلى أنه قلل من عنصر التشويق الذي كان سيجعل الفيلم مثيرًا للمشاهدين، مقارنةً بفيلم "الاثني عشر القذر" (1967). من جانبها، رأت أميليا إمبيروينغ من اي جي أن أن معرفة الشخصيات الناجية لا تؤثر كثيرًا، خاصةً مع احتمال وجود نسخ متعددة ضمن الكون المتعدد.
أقيمت عروض خاصة لفيلم "الصواعق*" في 22 أبريل 2025 في مدن عدة، منها لوس أنجلوس، ونيويورك، وشيكاغو، وبوسطن، ودالاس، وميامي، وسان فرانسيسكو، وفيلادلفيا، وكانساس سيتي، وأوستن. في نهاية شهر أبريل، أعلنت مارفل عن تعاون مع شركة ويتيس لإنتاج علبة حبوب إفطار محدودة الإصدار، تحاكي الملصق الدعائي المستوحى من تصميم علب ويتيس الخاص بالفيلم. قُدرت قيمة الحملة التسويقية الإجمالية للفيلم بحوالي 75 مليون دولار، تضمنت شراكات مع مجموعة من العلامات التجارية الكبرى، مثل "هارلي ديفيدسون"، "تايد"، "ويتيز"، "مايك وإيك"، "كوبرا كيرو" عبر سباقات فورمولا إي، "لينكدإن"، "بيرفكت سبورتس"، وشركة "أريزونا" للمشروبات. مثلت هذه الشراكات تنوعًا في الوصول إلى جمهور واسع، يجمع بين الرياضة، والتكنولوجيا، والاستهلاك اليومي.

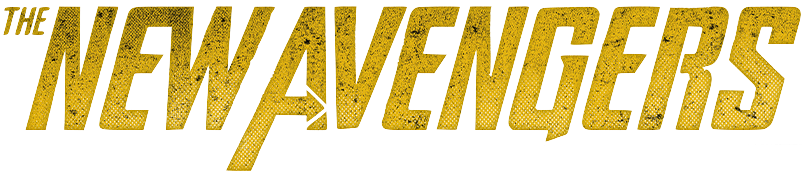
شعار المنتقمون الجدد

بعد انتهاء عطلة نهاية الأسبوع الافتتاحية للفيلم، أعلنت استوديوهات مارفل أن اسم "ثاندربولتس*" لم يكن إلا عنوانًا مرحليًا يحمل دلالة سردية، حيث كانت النجمة تشير إلى تحول مفصلي في حبكة الفيلم. وابتداءً من هذا التوقيت، بدأت الاستوديوهات التسويق للفيلم تحت العنوان الجديد: "المنتقمون الجدد"، وذلك ضمن استراتيجية سردية مدروسة مسبقًا. أصدرت مارفل مقطع فيديو دعائي يظهر فيه طاقم الممثلين وهم يمزقون ملصق الفيلم الحامل لعنوان "ثاندربولتس*" ليكشفوا تحته اسم "المنتقمون الجدد". كما تم تحديث اللوحات الإعلانية واللافتات الخاصة بالمسارح لتتطابق مع التسمية الجديدة، وأُطلقت ملصقات جديدة كليًا تحت العنوان المُحدث. أوضح المخرج جايك شراير أن هذا التحول كان مخططًا له منذ اللحظة الأولى لإضافة النجمة إلى العنوان، في إشارة رمزية مقصودة. رغم التحول البصري والتسويقي في عنوان الفيلم، أوضحت شركة ديزني أن الاسم الرسمي لم يُعدّل بشكل قانوني، بل اقتصرت الإشارة على النجمة في العنوان "ثاندربولتس*". لذلك، لا تزال منصات حجز التذاكر وخدمات السينما الرقمية تسرد الفيلم تحت العنوان القديم. ومع ذلك، فقد أصبح "المنتقمون الجدد" هو الاسم المتداول إعلاميًا وجماهيريًا، مما شكل سابقة في تاريخ عالم مارفل السينمائي، إذ تُعد هذه أول مرة يتم فيها التخطيط لتغيير عنوان فيلم بعد صدوره لأسباب تتعلق بالقصة والتسويق في آنٍ واحد معًا.

## الاصدار

### مسرحيا
صدر فيلم "ثاندربولتس*" في الولايات المتحدة بتاريخ 2 مايو 2025، وذلك بتقنيات "آيماكس"، "سكرين إكس"، و"فور دي إكس". وكان من المخطط سابقًا أن يصدر في 26 يوليو 2024، ثم تأجل إلى 20 ديسمبر 2024، ولاحقًا إلى 25 يوليو 2025، قبل أن يستقر موعد الإصدار على مايو 2025. يُعد الفيلم ختام المرحلة الخامسة من عالم مارفل السينمائي (MCU).

### الوسائط المنزلية
صدر الفيلم بنسخة رقمية للتنزيل في 1 يوليو 2025، على أن تتبعها الإصدارات المنزلية بصيَغ: بلو راي عالية الدقة وبلو راي ودي في دي في 29 يوليو من العام نفسه. تتضمن النسخ المنزلية محتوى إضافيًا يشمل مشاهد محذوفة، ومقاطع طريفة من كواليس التصوير، بالإضافة إلى تعليق صوتي للمخرج، ومواد وثائقية خاصة حول عملية الإنتاج.

## الاستقبال

### شباك التذاكر
اعتبارًا من 18 يوليو 2025، حقق فيلم ثاندربولتس* إيرادات بلغت 190 مليون دولار في الولايات المتحدة وكندا، و192.1 مليون دولار في مناطق أخرى، بإجمالي إيرادات عالمية بلغت 382.1 مليون دولار. إنه أحد أقل أفلام عالم مارفل السينمائي من حيث الإيرادات، حيث ذكرت مجلة فارايتي أنه كان بحاجة إلى تحقيق 425 مليون دولار على مستوى العالم لتحقيق التعادل، وهو ما يبدو "غير قابل للتحقيق".
كان من المتوقع أن يحقق فيلم ثاندربولتس* إيرادات تتراوح بين 63 و77 مليون دولار في عطلة نهاية الأسبوع الافتتاحية في الولايات المتحدة، و أن يكون "الرقم المستهدف" 70 مليون دولار.بحلول نهاية الشهر، كان من المتوقع أن يحقق الفيلم إيرادات تتراوح بين 70 و75 مليون دولار محليًا و160 مليون دولار إلى 175 مليون دولار عالميًا في عطلة نهاية الأسبوع الافتتاحية، وظهرت أيضا توقعات أخرى أن يحقق افتتاح محلي بإيرادات تتراوح بين 80 و90 مليون دولار. حقق الفيلم 31.6 مليون دولار في يوم افتتاحه، بما في ذلك 11.6 مليون دولار من معاينات ليلة الخميس. حقق الفيلم 74 مليون دولار في عطلة نهاية الأسبوع الافتتاحية المحلية و86.1 مليون دولار دوليًا بإجمالي 160.4 مليون دولار عالميا. في عطلة نهاية الأسبوع الثانية، حقق الفيلم إيرادات بلغت 33.1 مليون دولار ما سمح له بالاحتفاظ بصدارة شباك التذاكر الأمريكية. وقد اعتُبر هذا التراجع بنسبة 55% مقارنة بعطلة افتتاحه مؤشراً إيجابيًا، خاصة ضمن معايير أفلام عالم مارفل السينمائي، حيث يُعد أكثر ثباتًا من التراجع الحاد بنسبة 68% الذي سجله فيلم كابتن أمريكا: عالم جديد شجاع في عطلة نهاية الأسبوع الثانية من عرضه. حقق الفيلم 17 مليون دولار في ثالث عطلة نهاية أسبوع له، بانخفاض قدره 52%، وتراجع إلى المركز الثاني خلف الإصدار الجديد "الوجهة النهائية سلالات الدم".